# Fianoniella pubicollis
Fianoniella pubicollis là một loài tò vò trong họ Ichneumonidae.